# Preludio a la Fundación
Preludio a la Fundación es una novela de ciencia ficción escrita por Isaac Asimov perteneciente a la Saga de la Fundación. Aunque fue, en orden cronológico de escritura, la sexta novela de la saga, es una precuela de la primera novela del Ciclo de Trántor (Fundación), y la décima de la Saga.

## Argumento
La historia comienza con la llegada de Hari Seldon al planeta-ciudad de Trántor desde su planeta natal, Helicón, para asistir a una Convención de Matemáticos. Allí se verá envuelto en un conflicto entre el alcalde de Wye, un Sector de Trántor, y el Emperador Galáctico Cleón I. Ambos quieren apoderarse de la psicohistoria que Seldon ha intuido que se puede desarrollar a partir de ciertas formulaciones matemáticas puramente teóricas. Así, se ve forzado a huir por varios Sectores del planeta Trántor (capital del Imperio Galáctico), en las que entra en contacto con las leyendas sobre la Tierra y los robots.
En su periplo por Trántor se une a dos personajes que formarán desde entonces parte de su vida: Raych, un golfillo de los barrios bajos que se convierte en su hijo adoptivo, bajo el nombre de Raych Seldon, y Dors Venabili, una bellísima mujer que desde el principio se convierte en su ayuda constante y protectora, y terminará siendo su gran amor y esposa.
Al final descubre que ha sido ayudado constantemente por un robot, R. Daneel Olivaw, que está vigilando el destino de la humanidad desde hace 20.000 años. Así bajo la protección de este robot, que desempeña la función de primer ministro del emperador, bajo la identidad de Eto Demerzel comienza a desarrollar su teoría y a gestar el nacimiento de las dos Fundaciones.

## Personajes
- Hari Seldon, matemático desarrollador de la teoría de la psicohistoria.
- Cleón I, el emperador del Imperio Galáctico que reside en Trántor.
- Eto Demerzel, primer ministro del emperador Cleón I, interesado en la captura de Seldon y su psicohistoria.
- Chetter Hummin periodista de Trántor que ayuda a Seldon a escapar de los agentes imperiales de Demerzel.
- Dors Venabili, profesora universitaria de historia que, a instancia de Hummin, se convierte en guardaespaldas de Seldon durante su huida por Trántor.
- Yugo Amaryl, trabajador en el sector de Dahl que aspira a ser matemático.
- Raych, muchacho de Billibotton que ayuda Seldon y Venabili en su huida.
- Rashelle hija de Mannix IV y actual alcalde del sector de Wye.
- R. Daneel Olivaw verdadero nombre de Eto Demerzel y Chetter Hummin, un robot humaniforme.